# Laura Fürst

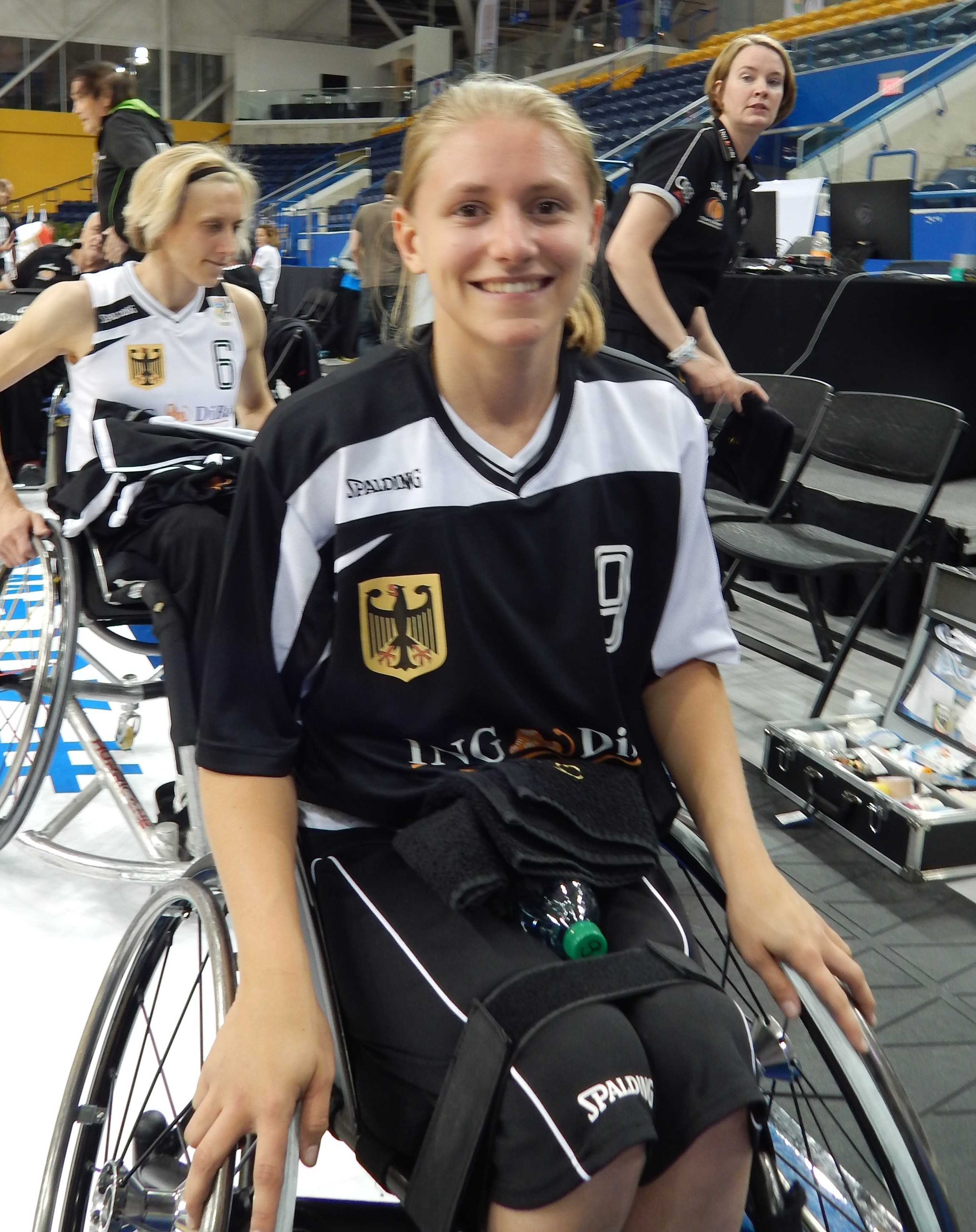
Laura Fürst

Laura Fürst (* 23. April 1991 in München) ist eine deutsche Rollstuhlbasketballspielerin.

## Leben
Am 8. März 2008, als sie als 16-jährige Austauschschülerin in Petoskey, Michigan, war, verunglückte sie mit einem Snowmobil in der Nähe von Pleasantview Township, Michigan, und erlitt unter anderem eine inkomplette Querschnittlähmung.
Wieder in Deutschland, wurde Fürst in der Berufsgenossenschaftlichen Unfallklinik Murnau im Rahmen der Rehabilitation mit dem Rollstuhlbasketball vertraut gemacht. Sie begann, für den SV Reha Augsburg und USC München zu spielen. 2011 spielte sie mit der deutschen Nationalmannschaft bei der Weltmeisterschaft in St. Catharines, Ontario. Im folgenden Jahr war sie am Sieg gegen Schweden bei der Europameisterschaft in Stoke Mandeville, England beteiligt.
Fürst studierte 2012–2013 an der University of Wisconsin im Campus Whitewater Physical Engineering und spielte für die Warhawks der Universität. Im Juni 2014 spielte Fürst im deutschen Team bei der Weltmeisterschaft in Toronto, das im Finale gegen Kanada die Silbermedaille erreichte.
Bei den Paralympischen Spielen 2016 erreichten sie und ihr Team den 2. Platz und errangen damit eine Silbermedaille. Für diesen Erfolg wurden sie und ihr Team am 1. November 2016 mit dem Silbernen Lorbeerblatt ausgezeichnet.
Fürst studiert an der Technischen Universität München den Master Maschinenwesen.